# Rouge danoise
La danoise rouge[pas clair] est une race bovine danoise. Elle se nomme Rødt Dansk Malkekvæg (RDM-1970) en danois.

## Origine
Elle appartient au rameau rouge de la Baltique. C'est une race relativement récente. Elle est apparue au sud du Danemark au cours du XIXe siècle. Elle provient de la fusion de races aujourd'hui disparues : la vache pie noire des îles et la vache rouge du nord du Schleswig. Elle a subi des croisements avec l'Angeln allemande. Son nom est apparu en 1878 à Svendborg. Cette date est considérée comme la date de naissance de cette race.
Cette origine hétéroclite a fait que seuls les meilleurs individus ont servi à l'élaboration du standard. Cette sélection rigoureuse en a fait une race laitière productive. Cette efficacité l'a mise en tête des races danoises, représentant jusqu'à 70 % des effectifs dans les années 1950. Par la suite, la concurrence de la holstein l'a fait chuter à 20 %. En 1970, l'association des éleveurs abandonne la stricte pure race et importe de la semence de brown swiss américaine. Le nom de la race est conservé bien que près de 50 % de gènes étrangers la constituent. Aujourd'hui, un noyau de la race originelle a été reconstitué à partir de semence stockée depuis les années 1960. Il compte près de 200 individus dont 22 taureaux, conservés au titre de patrimoine génétique. 
Ses qualités sont reconnues internationalement depuis le début du XXe siècle. Elle a été exportée sur tous les rivages de la mer Baltique pour améliorer la production laitière des races locales. Elle a aussi été croisée en Allemagne, en Belgique et en France.

## Morphologie
Elle porte une robe rouge acajou foncé sur la totalité du corps, avec une tête et des jambes parfois plus sombre. Les croisements récents font trouver des robes diverses, allant du froment au quasi-noir en passant par le rouge, l'acajou ou le châtain. La couleur est toujours unie, mais peut porter des nuances de tons. 
Elle mesure 135 cm au garrot pour 600 à 650 kg. Le taureau pèse près de 1 000 kg.
Le type de race ancien est un peu plus petit.

## Qualités

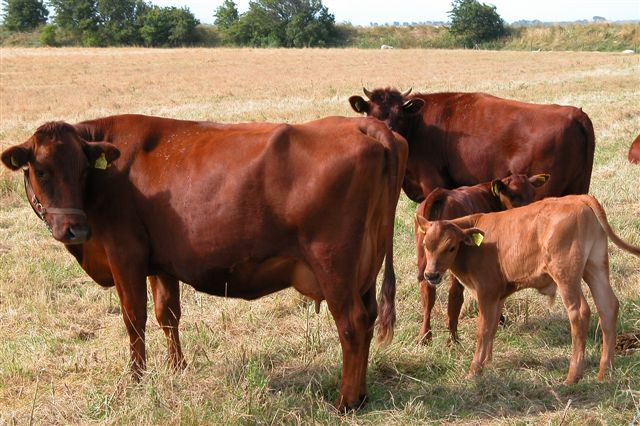
Troupeau de rouges danoises.

C'est une race classée mixte avec une prédominance laitière. En 1977, la moyenne en lactation était de 5 200 kg avec un taux butyrique de 4,17 %. Depuis, la sélection a porté ce chiffre à 8 500 kg avec un record à 12 100 kg. Moins productives que les holsteins, les vaches donnent toutefois un lait plus riche et sont mieux valorisées à leur réforme grâce à une carcasse plus musclée. 
C'est une race rustique adaptée au climat froid et humide qui tire bien partie du fourrage, même grossier.